# Perry (Nova York)
Perry és una població dels Estats Units a l'estat de Nova York. Segons el cens del 2000 tenia 3.945 habitants.

## Demografia
Segons el cens del 2000, Perry tenia 3.945 habitants, 1.560 habitatges, i 1.051 famílies. La densitat de població era de 674 habitants per km².
Dels 1.560 habitatges en un 33,1% hi vivien nens de menys de 18 anys, en un 48,1% hi vivien parelles casades, en un 13,9% dones solteres, i en un 32,6% no eren unitats familiars. En el 27,1% dels habitatges hi vivien persones soles el 12,9% de les quals corresponia a persones de 65 anys o més que vivien soles. El nombre mitjà de persones vivint en cada habitatge era de 2,48 i el nombre mitjà de persones que vivien en cada família era de 2,97.
Per edats la població es repartia de la següent manera: un 25,8% tenia menys de 18 anys, un 8,4% entre 18 i 24, un 28,2% entre 25 i 44, un 22,6% de 45 a 60 i un 15% 65 anys o més.
L'edat mediana era de 37 anys. Per cada 100 dones de 18 o més anys hi havia 88 homes.
La renda mediana per habitatge era de 35.596 $ i la renda mediana per família de 41.090 $. Els homes tenien una renda mediana de 31.845 $ mentre que les dones 21.486 $. La renda per capita de la població era de 16.794 $. Entorn del 6,5% de les famílies i el 8,7% de la població estaven per davall del llindar de pobresa.